# Piotr Kaczmarek
Piotr Kaczmarek (ur. 25 marca 1939, zm. 29 kwietnia 2020) – polski lekkoatleta, mistrz i reprezentant Polski, następnie trener.

## Kariera sportowa
W latach 1958–1962 studiował w Wyższej Szkole Wychowania Fizycznego we Wrocławiu, występował w barwach Czarnych Wrocław, w 1964 został zawodnikiem Górnika Wałbrzych. Został wówczas formalnie zatrudniony jako specjalista ds. sportu i rekreacji w KWK Bolesław Chrobry.
Na mistrzostwach Polski seniorów zdobył trzy medale: złoty w skoku wzwyż w 1965, srebrny w tej samej konkurencji w 1966 i brązowy w dziesięcioboju w 1967. W latach 1964–1966 wystąpił w czterech meczach międzypaństwowych (bez zwycięstw indywidualnych).
Starty w barwach Górnika łączył z pracą trenerską, jego zawodnikiem był m.in. Adam Adamek, pozostał w klubie jako trener także po zakończeniu kariery zawodniczej. Od 1983 był trenerem skoku wzwyż w Bałtyku Gdynia, jego zawodniczkami były na początku swoich karier m.in. Małgorzata Sobczak i Beata Włodek, od 1994 pracował w AZS AWF Gdańsk, gdzie trenował m.in. Marcina Kaczochę. Przez wiele lat współpracował jako trener z Polskim Związkiem Lekkiej Atletyki. W pierwszej połowie lat. 90. był trenerem kadry w skoku wzwyż, był też trenerem Michała Modelskiego i Pauliny Borys.
W 1991 został mistrzem Polski masters w skoku wzwyż, z wynikiem 1,79.
Rekord życiowy w skoku wzwyż: 2,07 (1965), w dziesięcioboju: 6891 (19.08.1967).